# Alexander Jorde

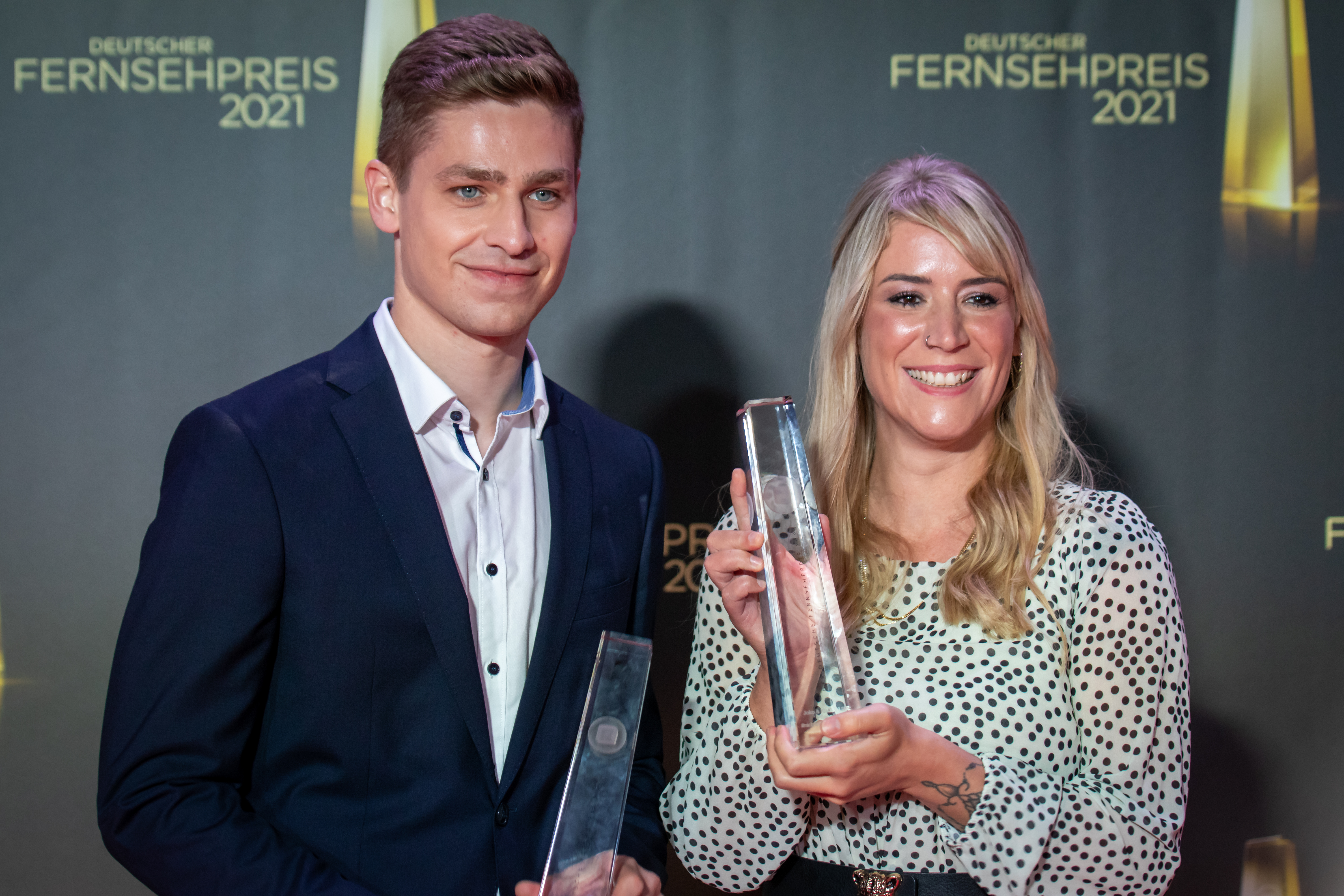
Alexander Jorde mit Kollegin Franziska Böhler bei der Überreichung des Deutschen Fernsehpreises 2021 für Pflege ist #NichtSelbstverständlich

Alexander Jorde (* 1996 in Hildesheim) ist ein deutscher Gesundheits- und Krankenpfleger. Er wurde bekannt durch einen Auftritt bei der Fernsehsendung ARD-Wahlarena im Jahr 2017, in der er als Auszubildender in der Gesundheits- und Krankenpflege im Gespräch mit der damaligen Bundeskanzlerin Angela Merkel auf den Pflegenotstand aufmerksam machte.

## Leben
Jorde wuchs als Sohn einer Krankenschwester in Petze bei Sibbesse im Landkreis Hildesheim auf. Er besuchte die Hildesheimer Michelsenschule, wo er 2015 sein Abitur ablegte. Nachdem er zunächst bei der Deutschen Marine diente, begann er 2016  eine Ausbildung in der Gesundheits- und Krankenpflege am St. Bernward-Krankenhaus in Hildesheim, die er 2019 abschloss. Seitdem arbeitet Jorde als Gesundheits- und Krankenpfleger auf der Intensivstation einer niedersächsischen Klinik.
Am 11. September 2017 trat Jorde als einer von 150 repräsentativ ausgewählten Wählern in der ARD-Wahlarena in Lübeck auf. Im Gespräch mit Merkel sprach er die Probleme der Gesundheits- und Krankenpflege an; unter anderem meinte er, dass die „Würde [des Menschen] tagtäglich in Deutschland tausendfach verletzt wird“, da die Pflege überlastet sei und das ein Zustand sei, „der […] nicht haltbar [ist]“. Zudem kritisierte er die Bundesregierung, da diese in zwölf Jahren unter Merkel nicht viel für die Pflege getan habe. Sein Auftritt wurde in den Massenmedien wie auch in den sozialen Netzwerken gleichermaßen beachtet. Er wurde unter anderem dafür gelobt, dass er immer wieder kritisch nachfragte, sich bei seinem Gespräch eloquent, leidenschaftlich und sicher gab und die Probleme, die bekannt waren, öffentlich aussprach. Auch wurde er als „Gesicht seines Berufsstandes“ bezeichnet.
Nach diesem Auftritt wurde Jorde unter anderem in Talkshows wie hart aber fair und Markus Lanz eingeladen. Auch sein Auftritt bei Menschen 2017 wurde viel beachtet, als er im Gespräch mit Christian Lindner dessen Pläne der Privatisierung von Krankenhäusern kritisierte.
Im Oktober 2018 trat Jorde in die SPD ein. Auf Vorschlag der SPD-Landtagsfraktion in Niedersachsen wurde er zum Mitglied der 17. Bundesversammlung gewählt.
In der siebenstündigen Sondersendung Pflege ist #NichtSelbstverständlich, die Joko Winterscheidt und Klaas Heufer-Umlauf am 31. März 2021 zum Thema Pflegenotstand zusammen mit ProSieben initiierten, trat Jorde auf.

## Buch
Am 20. Februar 2019 stellte er sein erstes Buch mit dem Titel Kranke Pflege. Gemeinsam aus dem Notstand öffentlich vor. Am 15. April 2019 sendete der Deutschlandfunk eine (überwiegend positive) Rezension.

## Werke
- Kranke Pflege. Gemeinsam aus dem Notstand. Klett-Cotta, Stuttgart 2019, ISBN 978-3-608-50384-5.

## Filmografie
- Kranke Pflege – Alexander Jorde kämpft für einen Neustart.[20] WDR Fernsehen, Januar 2018.[21][22]